# Kalhamajärvi
Kalhamajärvi är en sjö i Finland. Den ligger i kommunen Puolango i landskapet Kajanaland, i den centrala delen av landet, 500 km norr om huvudstaden Helsingfors. Kalhamajärvi ligger 135,7 meter över havet. Sjön är omkring två gånger tre kilometer. Den är 9,1 meter djup. Arean är 6,94 kvadratkilometer och strandlinjen är 16,77 kilometer lång. Sjön  ingår i Kiminge älvs huvudavrinningsområde. 
I övrigt finns följande i Kalhamajärvi:
- Kalhamansaari (en ö)
- Tiironkallio (en ö)

I övrigt finns följande vid Kalhamajärvi:
- Jorvasjärvi (en sjö)
- Luppojoki (ett vattendrag)
- Pirttijoki (ett vattendrag)